# Xammes
Xammes település Franciaországban, Meurthe-et-Moselle megyében. Lakosainak száma 178 fő (2022. január 1.). Xammes Charey, Dampvitoux, Jaulny, Thiaucourt-Regniéville és Beney-en-Woëvre községekkel határos.

## Népesség
A település népessége az elmúlt években az alábbi módon változott:
| Lakosok száma | 131  | 105  | 122  | 126  | 136  | 146  | 153  | 159  | 166  | 178  |
|               | 1968 | 1982 | 1990 | 2006 | 2013 | 2015 | 2017 | 2019 | 2020 | 2022 |